# 田舎館村立光田寺小学校
田舎館村立光田寺小学校（いなかだてそんりつ こうでんじしょうがっこう）は、かつて青森県南津軽郡田舎館村に存在した公立小学校。現在は田舎館村立田舎館小学校に統廃合された。

## 沿革
- 1958年（昭和33年）9月1日 - 東光寺小学校、前田屋敷小学校の統合により田舎館村立光田寺小学校となる。
- 1959年（昭和34年）
  - 4月27日 - 大字東光寺字村井66番1号に建設した新校舎への移転作業開始。
  - 4月30日 - 正面校舎が完成。
  - 5月1日 - 新校舎での授業開始。
  - 8月28日 - 屋内体操場・特別教室(理科室・音楽室・裁縫室)完成。同日、全校舎竣工式・落成記念式典挙行し、校歌・校章を制定した。
- 1968年（昭和43年）9月1日 - 創立10周年記念式典挙行。
- 1969年（昭和44年）7月11日 - 学校簡易プール設置。
- 1978年（昭和53年）9月1日 - 創立20周年記念式典挙行。
- 1989年（平成元年）7月15日 - 新校舎第一期工事竣工。
- 1990年（平成2年）3月17日 - 新校舎落成。同年、校舎新築落成記念式典挙行。
- 1998年（平成10年）8月30日 - 創立40周年記念式典挙行。
- 2008年（平成20年）9月7日 - 創立50周年記念式典挙行。
- 2011年（平成23年）3月31日 - 田舎館小学校、西小学校との統廃合により閉校。閉校後、校舎は、オリジナルテクノロジー青森工場の建物として使われている。

## 交通アクセス
- 弘南バス高田経由弘前 - 黒石線で、「東光寺」停留所下車。